# Oscar Matthiesen
Oscar Adam Otto William Matthiesen (8. juli 1861 på Gottorp Slot – 28. december 1957 i København) var en dansk maler.
Oscar Matthiesens motiver var primært portrætter samt landskaber og mariner, især motiver fra Humlebæk, Liseleje og Nymindegab. Matthiesen var meget efterspurgt som portrætmaler, sikkert som følge af arbejdet med det store rigsdagsbillede, Den Grundlovgivende Rigsforsamling (1915). Dette er sammenkomponeret af ca. 225 enkeltportrætter, alle udført efter levende model.
Han var Ridder af Dannebrog og Dannebrogsmand.
Han var far til arkitekten Paul Staffeldt Matthiesen.